# Alessandro Salem
Alessandro Salem (Palermo, 11 de febrero de 1962) es un publicista y directivo de televisión italiano que ha desarrollado buena parte de su carrera profesional en España.

## Trayectoria
Licenciado en Ciencias Políticas por la Universidad de Estudios de Palermo, inicia su actividad profesional en el sector bancario. Tras una etapa en el Banco de Sicilia, pasa al sector publicitario, y con 26 años es nombrado director del área de Clientes de Publitalia’80. Pasa después al Grupo Mediaset, propiedad de Silvio Berlusconi y posteriormente es nombrado y consejero delegado de Publiespaña, la empresa de Mediaset España concesionaria del espacio publicitario de sus canales en abierto. Desde 2001 ejerce como director general de Contenidos de Rete Televisive Italiane - Grupo Mediaset, hasta su nombramiento, en 2022 como Consejero Delegado de Mediaset España en sustitución de su compatriota Paolo Vasile.